# Loveli
Идзуми Сирахама (яп. 白濱イズミ, род. 27 ноября 1989, Мацуяма, Япония), профессионально известна по монониму Loveli (яп. ラブリ, Raburi) — японская модель и телеведущая. Она старшая сестра Алана Сирахамы, члена мужских J-поп-групп Generations from Exile Tribe и Exile.

## Биография
Loveli родилась под именем Идзуми Сирахама 27 ноября 1989 года в Мацуяме, префектура Эхиме, у матери-филиппинки и отца-японца. Свою карьеру репортёром начала на Fuji TV в 2010 году. Также она работала инструктором по йоге. Позже она работала синоптиком на Nippon TV, а в 2013 году стала моделью для журнала JJ.